# Belver de Cinca

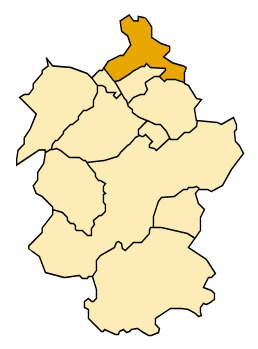
Mapa gminy na mapie comarki Bajo Cinca

Belver de Cinca (arag. Belber d'a Zinca) – gmina w Hiszpanii, w Aragonii, w prowincji Huesca, w comarce Bajo Cinca.
Powierzchnia gminy wynosi 82,63 km². Zgodnie z danymi INE, w 2005 roku liczba ludności wynosiła 1375, a gęstość zaludnienia 16,64 osoby/km². Wysokość bezwzględna gminy równa jest 196 metrów. Współrzędne geograficzne gminy to 41°41'31"N, 0°10'44"E. Kod pocztowy do gminy to 22533.

## Demografia
| 1991  | 1996  | 2001  | 2004  | 2005  |
| ----- | ----- | ----- | ----- | ----- |
| 1.527 | 1.406 | 1.317 | 1.375 | 1.375 |